# Talwara
Talwara è una suddivisione dell'India, classificata come census town, di 5.105 abitanti, situata nel distretto di Udhampur, nel territorio del Jammu e Kashmir. In base al numero di abitanti la città rientra nella classe V (da 5.000 a 9.999 persone).

## Geografia fisica
La città è situata a 33° 05' 12 N e 74° 46' 51 E.

## Società

### Evoluzione demografica
Al censimento del 2001 la popolazione di Talwara assommava a 5.105 persone, delle quali 3.211 maschi e 1.894 femmine. I bambini di età inferiore o uguale ai sei anni assommavano a 544, dei quali 296 maschi e 248 femmine. Infine, coloro che erano in grado di saper almeno leggere e scrivere erano 3.486, dei quali 2.505 maschi e 981 femmine.